# Fljótsdalshérað
Die Gemeinde Fljótsdalshérað (isl. Sveitarfélagið Fljótsdalshérað) war eine isländische Gemeinde in der Region Austurland. Sie gehört mit drei weiteren Gemeinden zur neu gebildeten Gemeinde Múlaþing.
Fljótsdalshérað war mit 8.884 km² die flächenmäßig größte Gemeinde Islands. Von den 3600 Einwohnern leben 2636 im Hauptort Egilsstaðir (Stand: 1. Januar 2023). Die einzige weitere städtische Siedlung ist Fellabær mit 403 Einwohnern. Beide Orte haben in den letzten Jahren ein kräftiges Bevölkerungswachstum erfahren. Zu den kleineren, mittlerweile nicht mehr als städtisch klassifizierten Orten mit rückläufiger Bevölkerungszahl zählen Eiðar und Hallormsstaður.

## Geographie

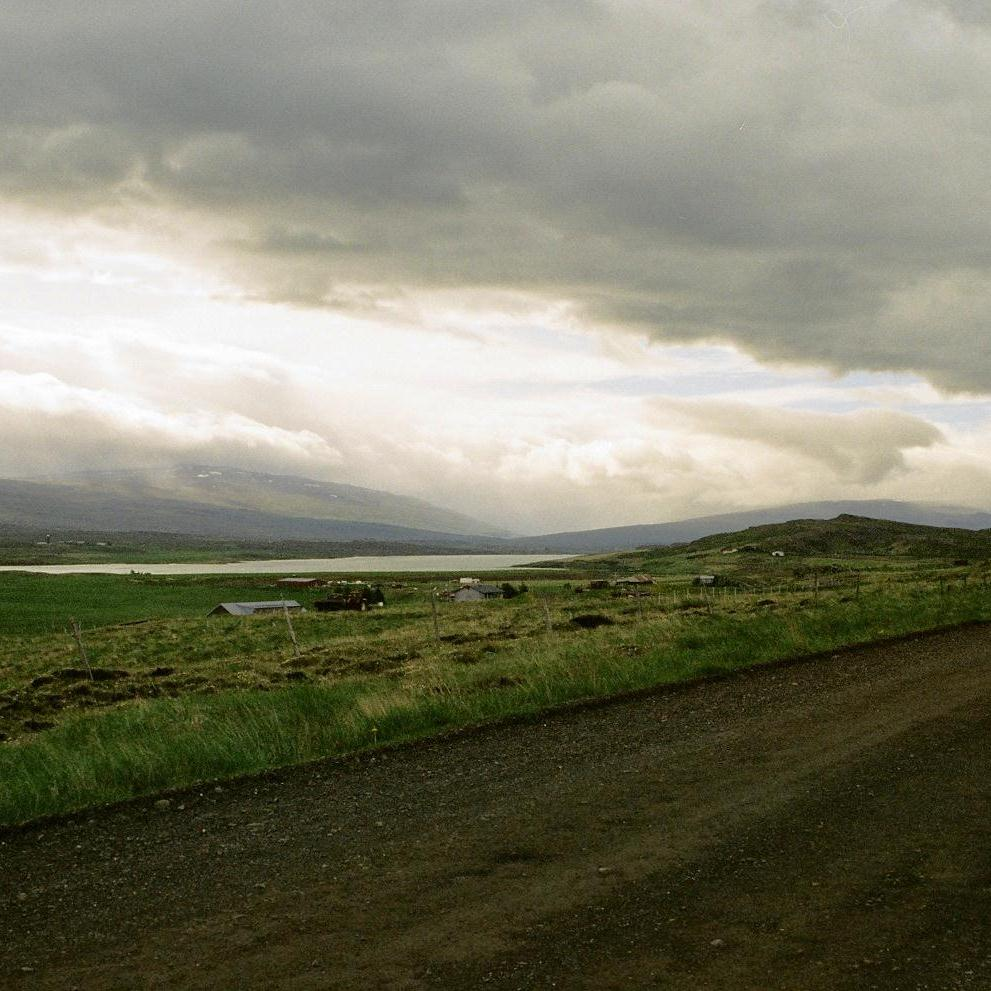
Unterlauf des Lagarfljót

Das große Gemeindegebiet erstreckt sich von der Bucht Héraðsflói im Nordosten bis zum Vatnajökull im Südwesten. 
Beim Hauptort Egilsstaðir liegt der langgestreckte See bzw. gleichnamige Fluss Lagarfljót, auch Lögurinn genannt.
Etwa 25 km südlich von Egilsstaðir befindet sich Islands größter Wald Hallormsstaðaskógur. Er ging aus einer Baumschule für Wiederaufforstungsversuche vom Anfang des 20. Jahrhunderts hervor. Wiederaufforstungsprogramme findet man in der ganzen Umgebung, vgl. zum Beispiel Eyjolfsstaðurskógar. Die Wälder und Wäldchen sind oft sehr gut mit Wanderwegen erschlossen und deren Verlauf ist auf Karten eingezeichnet, die umsonst zu erhalten sind. Die Stadt selbst ist ebenfalls mit vielen Bäumen und anderen größeren Gewächsen durchsetzt.
Angrenzende Gemeinden waren vor dem Zusammenschluss sind im Westen Skútustaðir, im Norden Norðurþing und Vopnafjörður, im Nordosten Borgarfjörður, Seyðisfjörður, im Osten Fjarðabyggð und Breiðdalur und im Süden Djúpivogur und Fljótsdalur.

## Geschichte
Die Großgemeinde wurde am 1. November 2004 durch den Zusammenschluss dreier Gemeinden gebildet, von denen zwei sich bereits in den 1990er Jahren aus kleineren Gremeinden zusammengeschlossen haben:
- Gemeinde Norður-Hérað, gebildet am 27. Dezember 1997 durch Zusammenschluss der drei Landgemeinden Hlíð (Hlíðarhreppur), Jökuldalur (Jökuldalshreppur) und Tunga (Tunguhreppur)
- Gemeinde Austur-Hérað, gebildet am 7. Juni 1998 durch Zusammenschluss der Stadt Egilsstaðir (Egilsstaðabær) mit den vier Landgemeinden Hjaltastaður (Hjaltastaðahreppur), Skriðdalur (Skriðdalshreppur), Vellir (Vallahreppur) und Eiðar (Eiðahreppur)
- Landgemeinde Fell (Fellahreppur)

Am 26. Oktober 2019 fand eine Abstimmung zum Zusammenschluss mit 3 weiteren Gemeinden statt.
Die neue Gemeinde heißt Múlaþing.

## Verkehr und Infrastruktur
Durch Egilsstaðir verläuft unter anderem Islands bedeutendste Straße Hringvegur.
Der Flughafen Egilsstaðir ist gleichzeitig (neben Akureyri) ein Ausweichlandeplatz für Islands internationalen Flughafen Keflavík.

## Klima

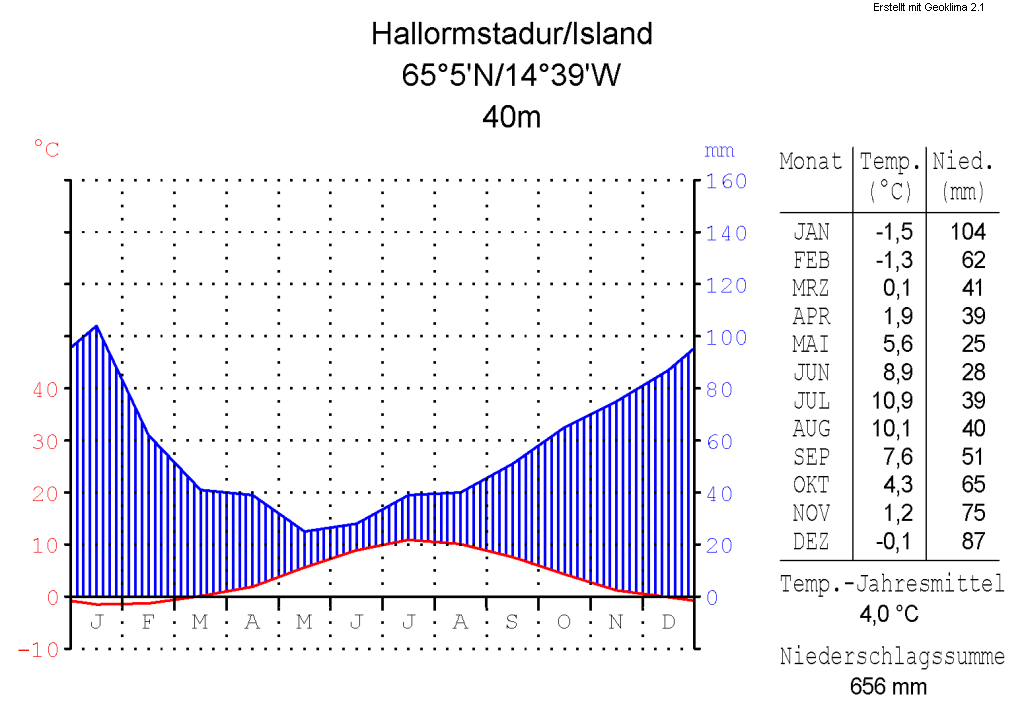
Klimadiagramm von Hallormstaður

Das Jahresmittel beträgt 4,0 °C. Der wärmste Monat ist Juli, der kälteste der Januar. Im Januar fällt der meiste Niederschlag des Jahres.

## Töchter und Söhne der Gemeinde
- Bjarni Benediktsson frá Hofteigi (1922–1968), Schriftsteller